# Dia de conveniència personal
A Espanya, un dia de conveniència personal és un dia de permís de lliure disposició que tenen pactat certs col·lectius de treballadors i funcionaris. En castellà se'n diu un día moscoso, és un epònim derivat del nom del ministre Javier Moscoso que va signar el 21 de desembre de 1983 una instrucció que incloïa un nou dret per als funcionaris: «Al llarg de l'any —diu el text oficial—, els funcionaris tindran dret a gaudir fins a sis dies de llicència o permís per a temes particulars, no inclosos en el que està indicat en els punts anteriors d'aquest alinea. Tals dies no podran acumular-se en cap cas a les vacances anuals retribuïdes. Els funcionaris podran distribuir aquests dies a la seva conveniència, amb prèvia autorització, que es comunicarà a la respectiva unitat de personal, i respectant sempre els menesters del servei».
Els dies de conveniència personal van sorgir en els anys mil nou-cents vuitanta, per a compensar una pujada de l'IPC de 12 per cent que l'Estat no podia assumir com a pujada salarial. Es va decidir decompensar els funcionaris amb sis dies de temes propis. En lloc de cobrar més, els funcionaris van acceptar de treballar 6 dies menys i no cobrar la pujada del salari que els corresponia.
El 14 de juliol de 2012, el president del Govern espanyol, Mariano Rajoy va aprovar entre altres mesures la reducció del nombre de dies de conveniència personal de sis a tres. Posteriorment, durant la darrera setmana del 2013, es va tornar un dels dies eliminats, passant a ser-ne quatre. Al setembre de 2014, el Govern de Mariano Rajoy va autoritzar el retorn d'un dia dels que van ser eliminats als funcionaris, així aquests ara tenen 5 dies de conveniència personal a l'any.